# Адамит (кибуц)
Адамит (ивр. אדמית‎) — кибуц на севере Израиля, в Западной Галилее, относящийся к национальному кибуцному движению, административно входящий в региональный совет Мате-Ашер.
Кибуц расположен в Западной Галилее недалеко от границы с Ливаном, к востоку от города Нагария, на высоте около 474 метров над уровнем моря.

## Название кибуца
Название «Адамит» часто путают с «Идмитом». Кибуц назван в честь близлежащего места — «Хирбет-Идмит», что, вероятно, и является причиной путаницы.
Название Адамит также используется для обозначения плато над реками Немер и Бецет, откуда открывается вид на Галилею и Ливан. Происхождение названия до конца не выяснено. Похожие библейские топонимы — Адам, Адама, Адами и Маале-Адумим.

## История
Основатели кибуца, принадлежавшие к движению «Ха-шомер ха-цаир», уроженцы страны и репатрианты из Франции, прибыли на следующий день после Йом-кипура, в сентябре 1958 года. Дома в кибуце были построены ещё до прибытия жителей. Кибуц основан как поселение недалеко от ливанской границы. Он назван в честь близлежащих руин под названием Идмит.
В 1969 году кибуц был заброшен, и на его месте в течение года служили члены национального кибуца.
В 1971 году кибуц был вновь заселён новыми репатриантами из Англии, США и Канады, прошедшими год обучения в «Мишмар-ха-Эмек». В то время члены кибуца зарабатывали на жизнь в основном сельским хозяйством, основу которого составляли полевые культуры, плантации лиственных деревьев, сады, выращивание авокадо, табака, хумуса, курятины, бананов и винограда. Позднее кибуц расширился за счёт присоединения дополнительных поселений.
В 1980-х годах экономическое положение кибуца ухудшилось в результате накопления долгов, и был начат процесс урегулирования задолженности с банками, который завершился в 2011 году. В 2003 году кибуц инициировал создание района расширения, включающего 187 участков для самостоятельного строительства, и в настоящее время идёт ускоренный процесс заселения. Сегодня экономика кибуца основана на откормочных загонах, лиственных плантациях, авокадовом саду и полевых культурах. Там же расположен завод «Метад», занимающийся механической обработкой. Кибуц прошел процесс приватизации и открыл свои двери для присоединения. В кибуце есть бассейн. Раньше на территории кибуца действовала клиника Клалит.
С 2016 года в кибуце начал действовать филиал подготовительного военного училища имени Рабина.

## Население
По данным Центрального статистического бюро Израиля, население на начало 2020 года составляло 216 человек.

## Галерея

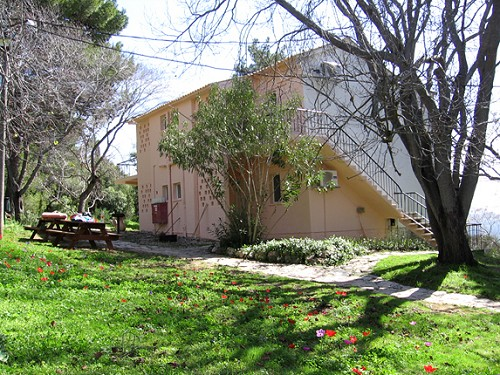
Гостевые комнаты в кибуце
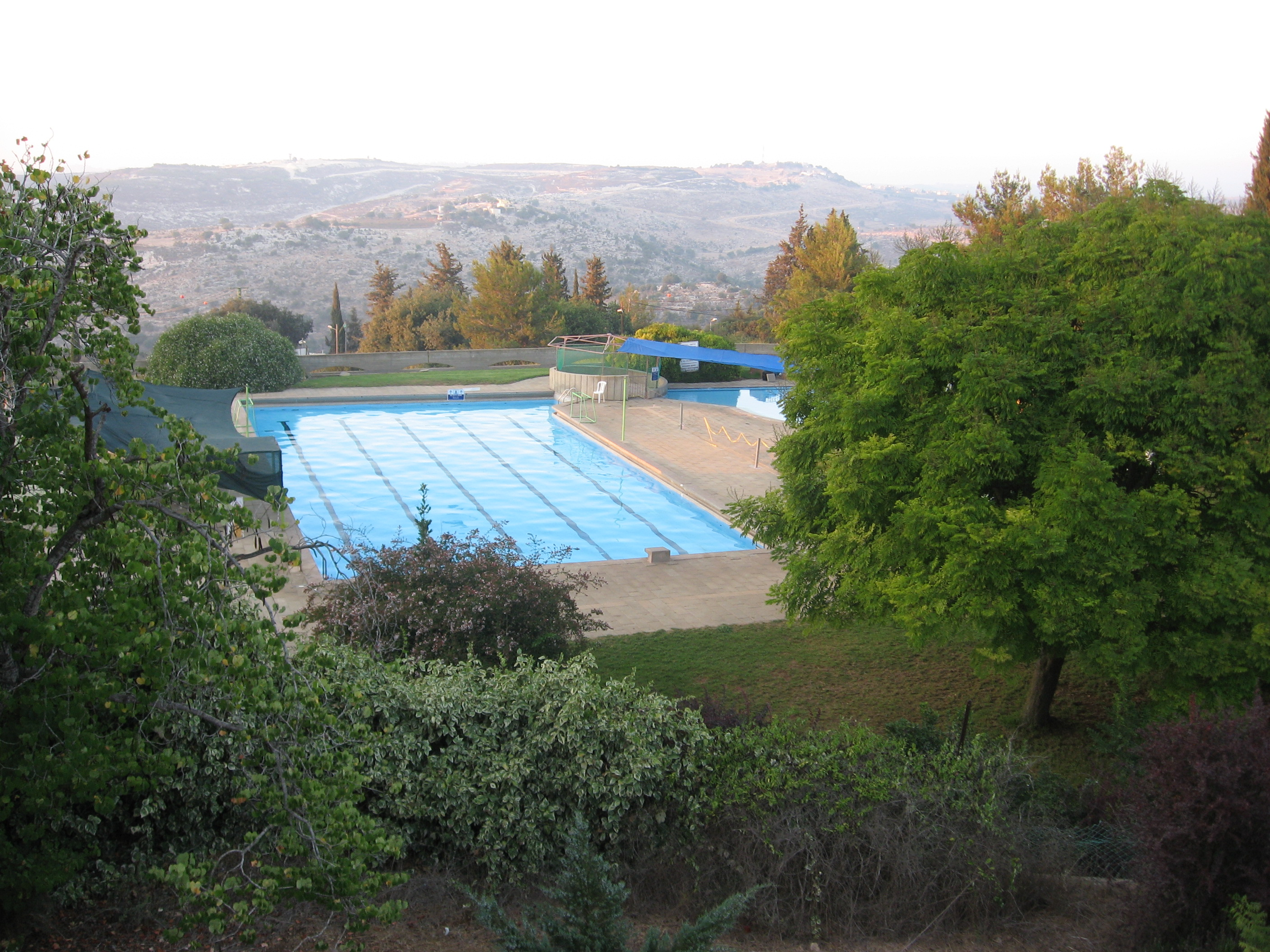
Общественный бассейн